# Direzione regionale delle imposte

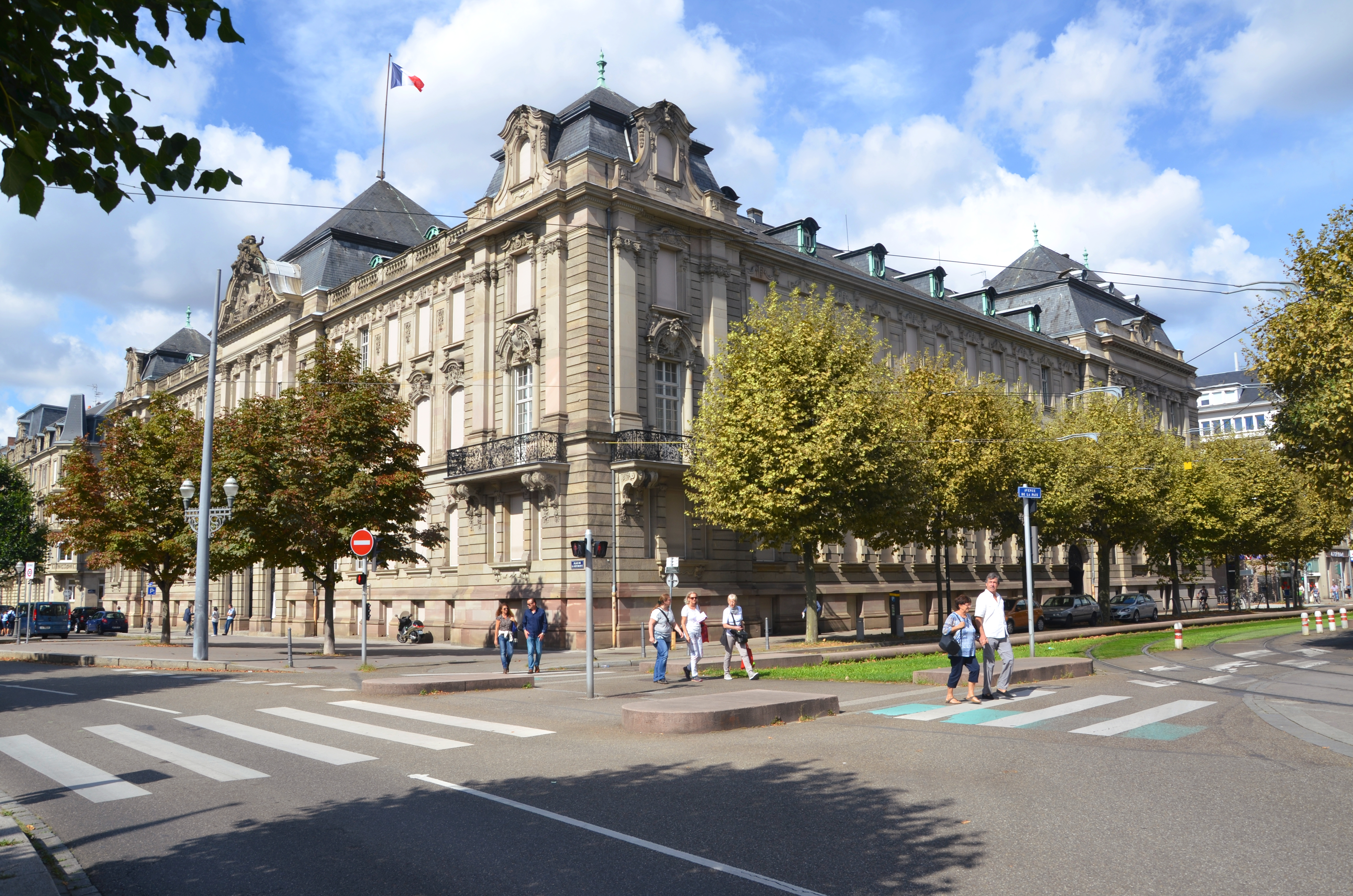
Vista generale dell'edificio

La Direzione regionale delle imposte (in francese: Direction régionale des Impôts) è un edificio di Strasburgo, costruito dal 1899 al 1902, ed il quarto dei cinque edifici di architettura monumentale tedesca in Place de la République a Strasburgo. Venne progettato da Ludwig Levy come primo edificio ministeriale dell'amministrazione del Reichslande Alsace-Lorraine sull'ex Kaiserplatz della metropoli alsaziana.

## Posizione
Il monumentale edificio ministeriale occupa il lato nord-ovest della spaziosa Place de la République ("Kaiserplatz"), sul lato nord-est dell'avenue de la Paix. Sorge accanto ad un edificio comparabile, un po' più giovane, anch'esso progettato da Levy. Alla fine del XIX secolo la piazza costituiva l'ingresso alla Neustadt di Strasburgo, allestita in epoca imperiale.

## Storia
Undici anni dopo l'acquisizione del regno di Alsazia-Lorena, nel 1882, nell'attuale sede della prefettura fu eretto un edificio provvisorio per i membri del comitato regionale. Con la sua architettura a graticcio, assomigliava a una "stazione ferroviaria rurale". Dopo la sistemazione del confine occidentale della piazza con la costruzione del Palais du Rhin, nel 1884, nel maggio 1886 venne indetto un concorso per lo sviluppo del lato nord con due edifici di rappresentanza per l'Ufficio del Reich per l'Alsazia-Lorena. Il vincitore del concorso fu l'ufficiale edile Ludwig Levy, professore alla Granducal Badische Baugewerkeschule di Karlsruhe. La facciata principale e lo scalone d'onore furono nuovamente oggetto di un concorso di architettura, indetto nell'aprile 1898. Sei dei 16 progetti presentati vennero premiati. Il design neobarocco di Levy venne confermato. Lo scultore Johann Baptist Rieger realizzò le sculture e le decorazioni poiché aveva già lavorato alla biblioteca. Albert Muschweck (1857-1919) realizzò i putti in bronzo che portano le lampade nella tromba delle scale.
Dal 1899 al 1902 fu costruito per primo questo edificio ministeriale occidentale, che oggi ospita l'amministrazione finanziaria regionale. La costruzione dell'edificio gemello orientale iniziò cinque anni dopo, ma Levy morì lo stesso anno il 30 novembre 1907. L'edificio fu completato nel 1911 dall'ispettore edile Schütz. Entrambi gli edifici sono sopravvissuti indenni al bombardamento di Strasburgo nella seconda guerra mondiale. Nel 1996 e nel 2014 l'Agenzia delle Entrate ha rinnovato i tetti e il balcone.
Il 5 settembre 1996 l'edificio è stato iscritto nell'elenco dei monumenti storici. Dal 2017 fa parte del patrimonio mondiale dell'UNESCO con l'ensemble della Città Nuova di Strasburgo.

## Architetture monumentali in Place de la République
- Palais du Rhin, ex palazzo imperiale, costruito 1884-1889 da Hermann Eggert
- Direction régionale des Impôts, ex edificio ministeriale del Reichslande, costruito 1899-1902 da Ludwig Levy
- Prefettura amministrativa della regione Grand Est et du Bas-Rhin, ex edificio ministeriale del Reichslande, costruito 1907-1911 da Ludwig Levy
- Bibliothèque nationale et universitaire de Strasbourg, ex università e biblioteca statale, fondata 1889-1894 da August Hartel e Skjøld Neckelmann
- Théâtre national de Strasbourg, già sede del comitato regionale, fondato 1888-1892 da August Hartel e Skjøld Neckelmann

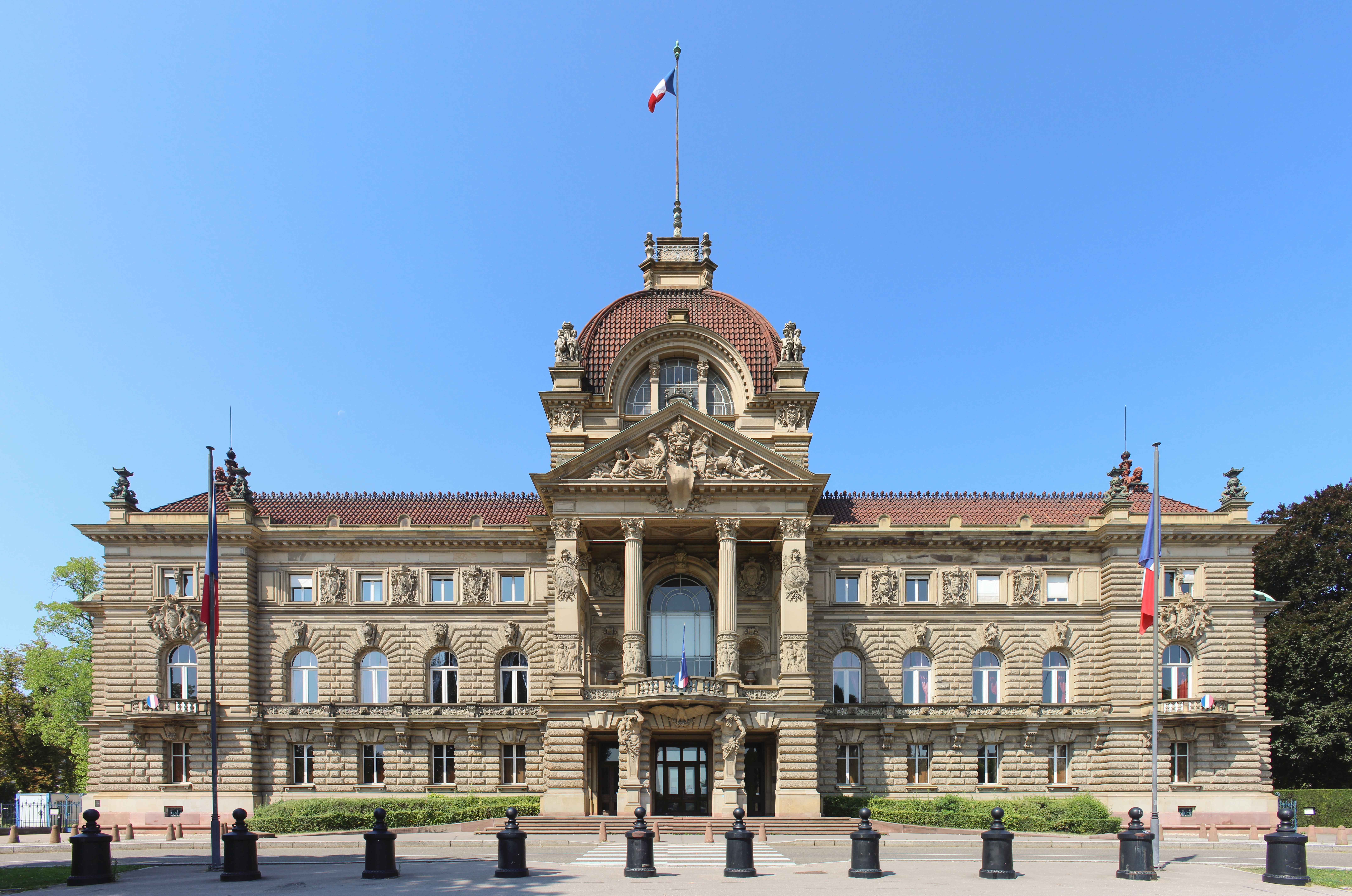
Palazzo del Rhin
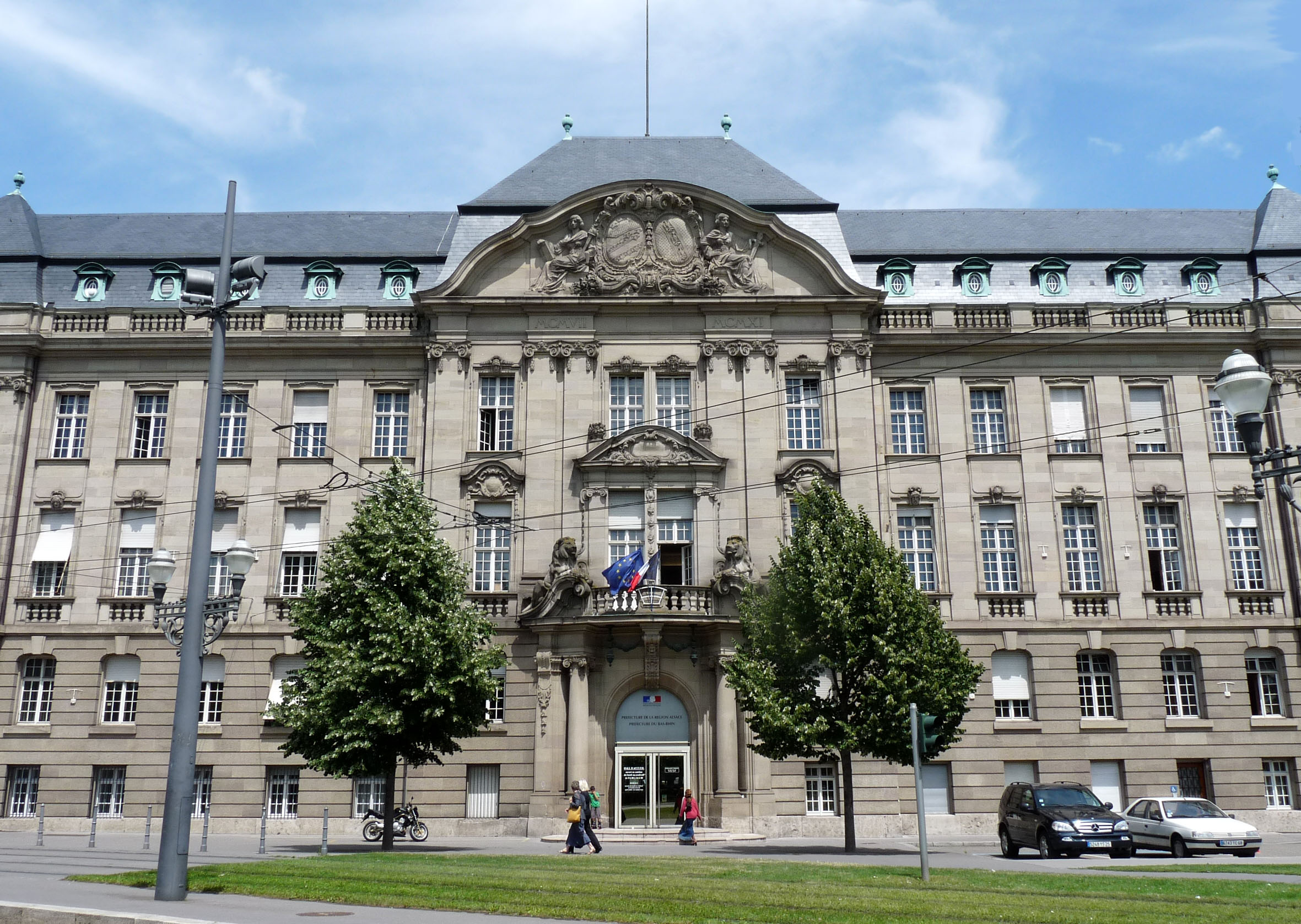
Veduta parziale della prefettura
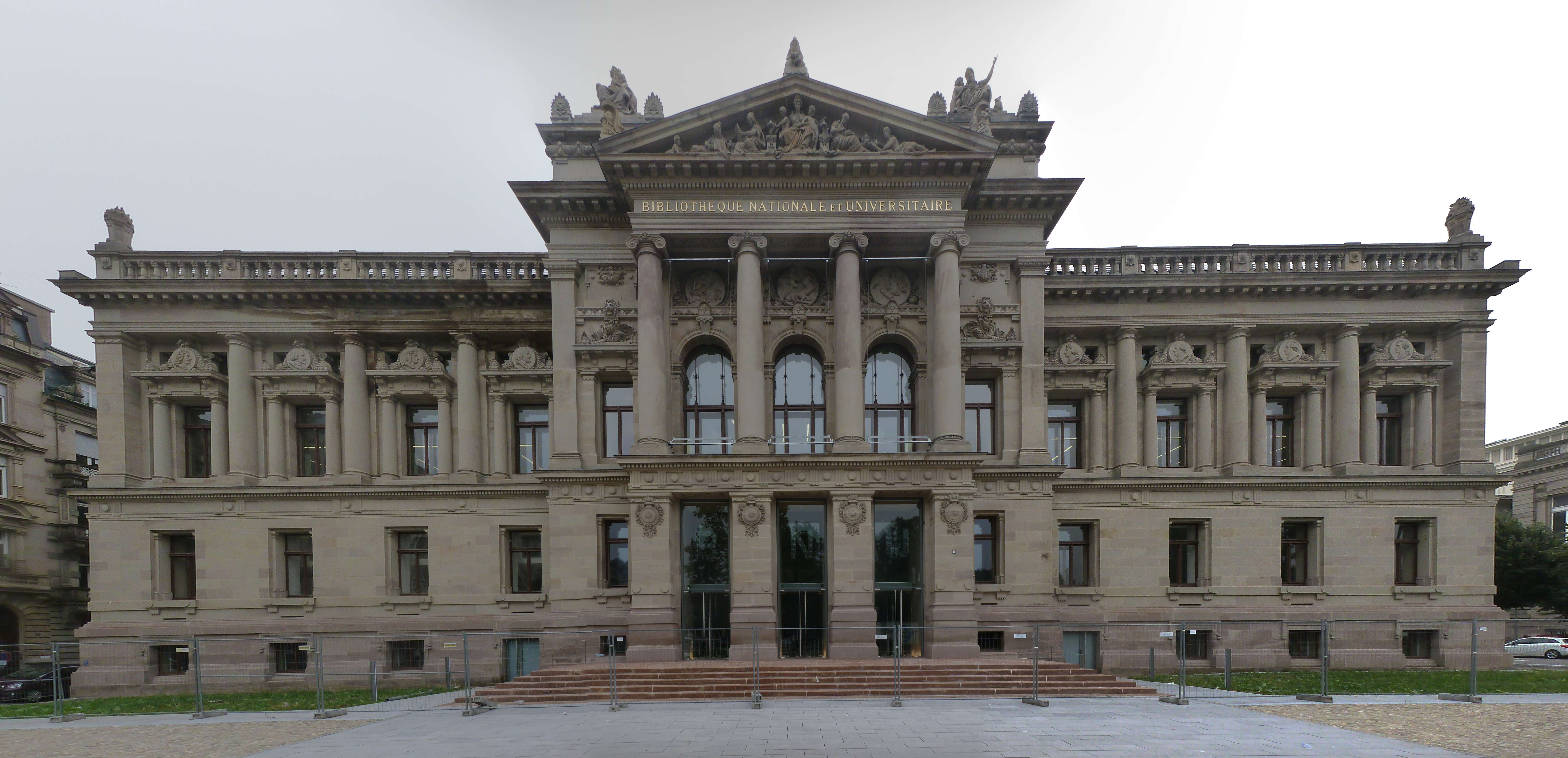
Bibliothèque nationale
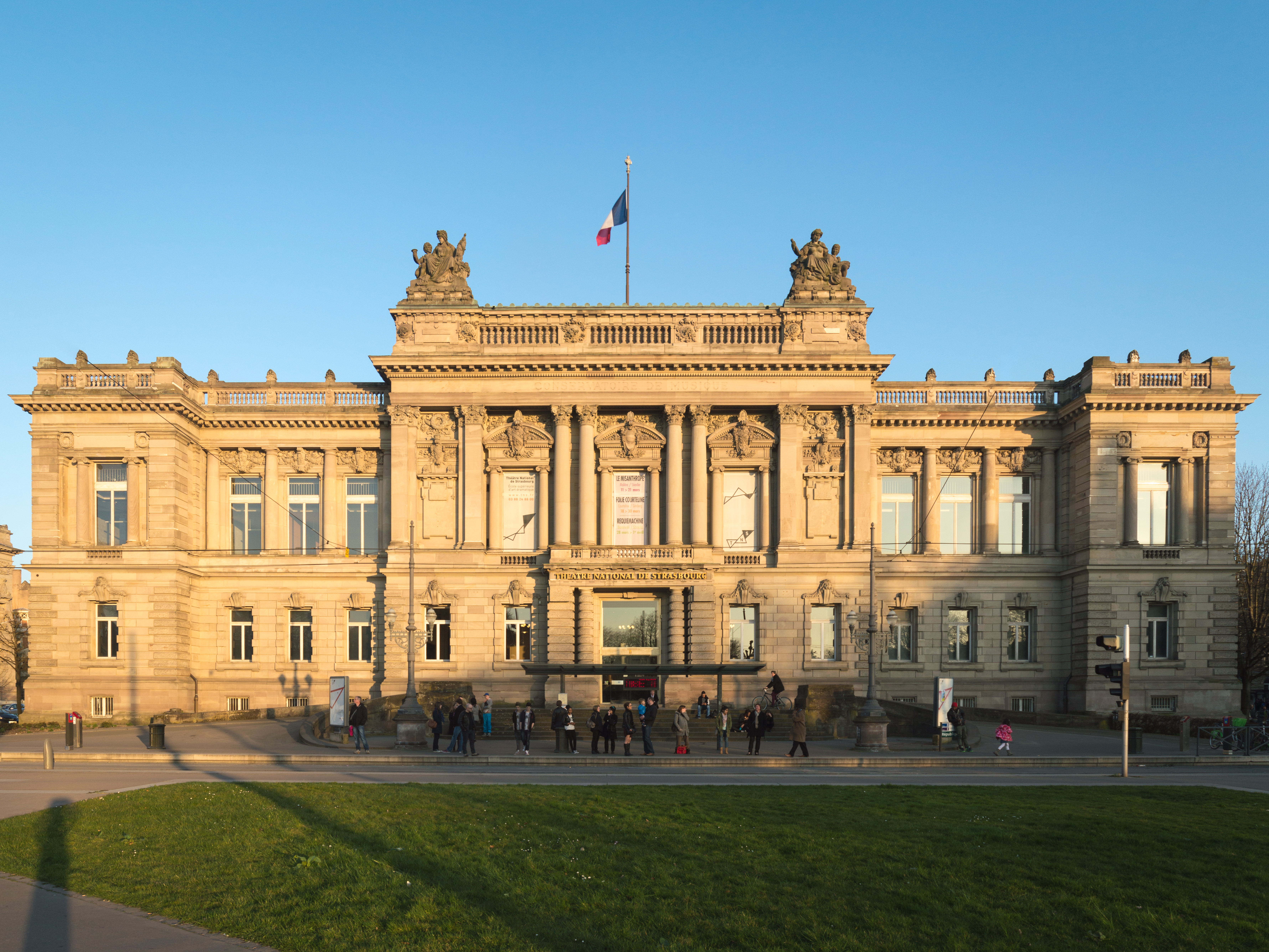
Teatro nazionale (TNS)